# 伊號第十六潛艦
伊号第一六潜水艦是日本帝国海軍的潛水艦。伊一六型潜水艦的一号艦。

## 舰历
1937年，在丸三计划中计划建造，於9月15日开工。1940年3月30日竣工。
1941年，太平洋战争爆发时配属至第6艦隊并参加珍珠港事件，向夏威夷海域运输甲標的。
1942年，於通商破坏中取得击沉4艘、重伤1艘商船。在馬達加斯加戰役攻擊軍港，10月在瓜達爾卡納爾島戰役 負責運輸彈藥和食物。
1944年5月19日 遭美国海軍驱逐舰「England」攻击而沉没。10月10日除籍。